# Hilberts åttonde problem
Hilberts åttonde problem är ett av Hilberts 23 problem. Problemet formulerades år 1900 och handlar om Riemannhypotesen (realdelen för alla icke-triviala nollställen till Riemanns zetafunktion är ½) samt Goldbachs hypotes (varje jämnt tal större än 2 kan skrivas som summan av två primtal). Problemet har ännu inte lösts.